# Lijst van rijksmonumenten in Doetinchem (plaats)
De plaats Doetinchem telt 26 inschrijvingen in het rijksmonumentenregister.
| Object                                                             | Oorspronkelijke functie?  | Bouwjaar                                | Architect       | Locatie                          | Coördinaten?                  | Nr.?   | Afbeelding        |
| ------------------------------------------------------------------ | ------------------------- | --------------------------------------- | --------------- | -------------------------------- | ----------------------------- | ------ | ----------------- |
| Driekoningenkapel                                                  | Kerk en kerkonderdeel     | 15e eeuw                                |                 | Gasthuissteeg 2                  | 51° 57' 53" NB, 6° 17' 17" OL | 13080  | Meer afbeeldingen |
| Huis met eenvoudige lijstgevel                                     | Woonhuis                  | tweede kwart 19e eeuw                   |                 | Grutstraat 27                    | 51° 57' 59" NB, 6° 17' 14" OL | 13081  | Meer afbeeldingen |
| Bijgebouw: dwarshuis met schilddak en beklampte gevel              | Bijgebouwen kastelen enz. | eerste helft 19e eeuw                   |                 | Kelderlaan 10                    | 51° 58' 41" NB, 6° 16' 59" OL | 13082  | Meer afbeeldingen |
| Hagen                                                              | Kasteel, buitenplaats     | 16e eeuw 1656 (huis herbouwd)           |                 | Kelderlaan 11                    | 51° 58' 40" NB, 6° 16' 58" OL | 13083  | Meer afbeeldingen |
| St. Catharinakerk                                                  | Kerk en kerkonderdeel     | 1527                                    |                 | Simonsplein 25                   | 51° 57' 56" NB, 6° 17' 19" OL | 13084  | Meer afbeeldingen |
| Gevangenis van het Landdrostambt Zutphen                           | Overheidsgebouw           | 18e eeuw                                |                 | Nieuwstad 76                     | 51° 57' 58" NB, 6° 17' 25" OL | 13085  | Meer afbeeldingen |
| Benninkmolen                                                       | Industrie- en poldermolen | 1921 / 1980                             |                 | Varsseveldseweg 254              | 51° 58' 0" NB, 6° 19' 33" OL  | 13087  | Meer afbeeldingen |
| De Walmolen                                                        | Industrie- en poldermolen | 1851                                    |                 | IJsselkade 30                    | 51° 57' 48" NB, 6° 17' 19" OL | 13088  | Meer afbeeldingen |
| Auroramolen                                                        | Industrie- en poldermolen | 1870                                    |                 | Oude Wehlseweg 1                 | 51° 57' 18" NB, 6° 16' 18" OL | 13089  | Meer afbeeldingen |
| Ruimzicht: hoofdgebouw                                             | Onderwijs en wetenschap   | 1853                                    |                 | Dominee van Dijkweg 40           | 51° 58' 22" NB, 6° 17' 17" OL | 513126 | Meer afbeeldingen |
| Ruimzicht: theekoepel                                              | Tuin, park en plantsoen   | 1900-1905                               |                 | Kruisbergseweg 2                 | 51° 58' 25" NB, 6° 17' 13" OL | 513127 | Meer afbeeldingen |
| Ruimzicht: Arboretum                                               | Tuin, park en plantsoen   | 1868-1878                               |                 | Dominee van Dijkweg bij 40       | 51° 58' 22" NB, 6° 17' 17" OL | 513128 | Meer afbeeldingen |
| Barlham                                                            | Boerderij                 | 1854                                    |                 | Barlhammerweg 30                 | 51° 58' 45" NB, 6° 14' 12" OL | 513129 | Meer afbeeldingen |
| Onderstation Keppelseweg                                           | Nutsbedrijf               | 1937 / Gerhardus Lambertus van Straaten | Gerrit Versteeg | Keppelseweg 131                  | 51° 58' 20" NB, 6° 16' 31" OL | 513130 | Meer afbeeldingen |
| Stadsmuseum Doetinchem (Voormalig postkantoor en directeurswoning) | Overheidsgebouw           | 1920 / Joseph Crouwel                   |                 | Burgemeester van Nispenstraat 2  | 51° 58' 2" NB, 6° 17' 22" OL  | 513131 | Meer afbeeldingen |
| Predik het Evangelie                                               | Kerk en kerkonderdeel     | 1881                                    |                 | Burgemeester van Nispenstraat 19 | 51° 58' 3" NB, 6° 17' 17" OL  | 513132 | Meer afbeeldingen |
| Watertoren                                                         | Nutsbedrijf               | 1938 / G.J. Postel Hzn                  |                 | Oude Terborgseweg 208            | 51° 57' 1" NB, 6° 18' 23" OL  | 513133 | Meer afbeeldingen |
| Vels                                                               | Boerderij                 | 1898                                    |                 | Varsseveldseweg 258              | 51° 57' 56" NB, 6° 19' 41" OL | 513134 | Vels              |
| O.L. Vrouw ten Hemelopneming                                       | Kerk en kerkonderdeel     | 1934                                    |                 | Prins Hendrikstraat 36           | 51° 57' 43" NB, 6° 17' 46" OL | 513135 | Meer afbeeldingen |
| De Slangenburg                                                     | Kasteel, buitenplaats     | 1650-1675                               |                 | Kasteellaan 6                    | 51° 57' 38" NB, 6° 21' 39" OL | 527492 | Meer afbeeldingen |
| Slangenburg, tuin en park                                          | Tuin, park en plantsoen   | 1650-1675                               |                 | Kasteellaan bij 6                | 51° 57' 42" NB, 6° 21' 48" OL | 527493 | Meer afbeeldingen |
| Slangenburg, westelijk bouwhuis                                    | Bijgebouwen kastelen enz. | 1675-1700                               |                 | Kasteellaan 2                    | 51° 57' 39" NB, 6° 21' 40" OL | 527494 | Meer afbeeldingen |
| Slangenburg, bruggen en keermuren                                  | Tuin, park en plantsoen   | 18e of 19e eeuw (vormgeving)            |                 | Kasteellaan bij 6                | 51° 57' 38" NB, 6° 21' 40" OL | 527495 | Meer afbeeldingen |
| Slangenburg, begraafplaats                                         | Begraafplaats en -onderdl | 1875-1900                               |                 | Kasteellaan bij 6                | 51° 57' 36" NB, 6° 21' 56" OL | 527496 | Meer afbeeldingen |
| Slangenburg, tuinornamenten                                        | Tuin, park en plantsoen   | 1760 (zonnewijzer)                      |                 | Kasteellaan bij 6                | 51° 57' 60" NB, 6° 21' 22" OL | 527497 | Meer afbeeldingen |
| Slangenburg, oostelijk bouwhuis                                    | Bijgebouwen kastelen enz. | laatste kwart 17e eeuw                  |                 | Kasteellaan 3                    | 51° 57' 39" NB, 6° 21' 43" OL | 529320 | Meer afbeeldingen |